# Kubacher Kristallhöhle
Die Kubacher Kristallhöhle in Kubach bei Weilburg, im östlichen Hintertaunus in Hessen, ist eine Klufthöhle im oberdevonischen Kalk. Große Teile der Wände sind mit unzähligen Kalkspatkristallen und Perlsinter besetzt. Der Kristallschmuck der Wände gilt in dieser Form als einzigartig in Deutschland. 

## Geschichte

### Tropfsteinhöhle
Im 19. Jahrhundert wurde in der Kubacher Gemarkung, Richtung Freienfels, Phosphorit abgebaut, das in der Düngemittelindustrie und zur Metallveredlung benötigt wurde. Die Bergleute aus Kubach und Umgebung gruben bis zu 70 Meter tiefe Schächte in den Kalk, der die Phosphoritnester umgab, und schlugen aus Ritzen und Spalten das Phosphorit heraus. Im Jahre 1881 entdeckten sie eine Höhle, von der berichtet wurde, dass es sich um eine prächtige Tropfsteinhöhle handelte. Gegen Ende des 19. Jahrhunderts wurde der Bergbau eingestellt, weil es billiger war, das Phosphorit aus dem Ausland einzuführen, wo es über Tage abgebaut werden konnte. Die Bergwerksgesellschaft ließ die vielen Schächte, die sich hauptsächlich im Wald rechts der Straße von Kubach nach Freienfels befanden, wieder zuschütten. Dabei wurde auch der Schacht zur Tropfsteinhöhle verfüllt. Am 15. September 1906 schrieb das Weilburger Tageblatt:

„Ein ungehobener Schatz befindet sich in unserer Gemarkung. Eine prächtige Tropfsteinhöhle wurde vor etwa 25 Jahren bei dem damaligen Phosphoritbetriebe angeschlagen und von einigen beherzten, zum Teil noch lebenden Männern befahren. Von der Haupthalle, 63 m lang und 38 m breit, – die Höhe konnte nicht ermittelt werden – zweigten weitere Gänge ab, die man mit Wagen befahren konnte, sie wurden aber nicht weiter verfolgt, Da die Gewerkschaft, welche das Phosphoritgraben ließ, von den benutzten Äckern Pacht zahlen mußte, so wurde der Schacht, welcher zu der Höhle geführt hatte, baldmöglichst wieder zugeworfen. Von einem nahen, unbebauten Abhange aus wäre die Höhle durch einen kurzen Stollen wohl ohne große Kosten zu erschließen, und unserer Gegend damit ein neuer und seltener Anziehungspunkt für Touristen und Forscher zu schaffen. Wir möchten Interessenten, insbesondere auch die Verkehrs- und Touristenvereine unserer Gegend daran aufmerksam machen.“

In einem Gutachten des königlichen Bergrats Polster, das er im Jahre 1907 aufgrund der Angaben des Steigers Schmidt aus Kubach verfasste, wird die Länge der Höhle mit 64, die Breite mit 36,5 und die Höhe mit 30 Meter angegeben. Sowohl im Artikel des Weilburger Tageblatts als auch im Gutachten ist die genaue Lage der Höhle nicht erwähnt, auch nicht, von welchem Gesenk aus man sie erreichte. Lediglich aus einer Skizze im Gutachten geht hervor, dass die Höhle über einen 22 Meter tiefen Schacht durch Lehm und Schalstein erreicht wurde. Das Gutachten veranschlagte für das Wiederzugänglichmachen der Höhle mittels Abteufens eines 40 Meter tiefen Schachtes und eines Quervortriebs Kosten in Höhe von 900 Mark.
Der Magistrat der Stadt Weilburg stellte auf Antrag des Kreisausschusses des Oberlahnkreises 30 Mark zur Verfügung. Der Kreis hatte jedoch mehr Geld von der Stadt erwartet, da sie unmittelbarer Nutznießer der Höhle geworden wäre. Da keine weiteren finanziellen Mittel aufgetrieben werden konnten, scheiterte das Projekt. Der Vorsitzende des Frankfurter Vereins für Höhlenkunde, Karl Becker, wurde auf die Tropfsteinhöhle aufmerksam und verfasste zahlreiche Schreiben, um Näheres über sie in Erfahrung zu bringen. Er berichtete 1925 in einem Buch und 1929 in einer Beilage des Wiesbadener Tagblatts über die Cubacher Höhle. Im Laufe der Zeit geriet die Höhle aber immer mehr in Vergessenheit, vor allem wusste niemand mehr, wo sie genau lag. In den Jahren 1955 und 1966 gab es Bestrebungen des Oberlahnkreises und der Forschungsgruppe Karst und Höhlen in Hessen, sie wiederzufinden.

### Nachforschungen

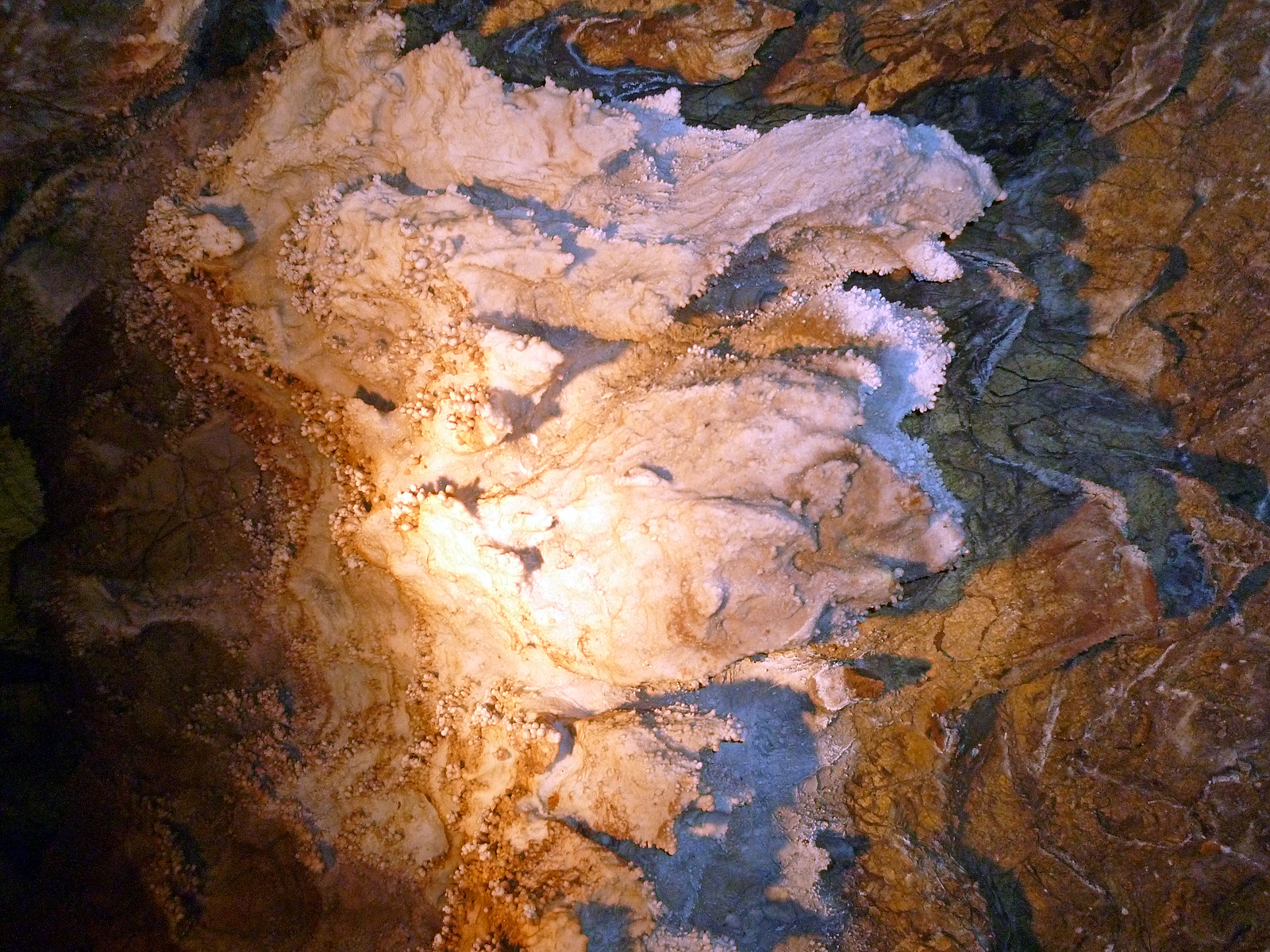
Sinterablagerungen und Perlsinter

Bei Renovierungsarbeiten im Haus des Gymnasiallehrers Karl-Heinz Schröder, der 1967 von Freiberg nach Kubach gezogen war, berichtete im Jahre 1970 der Malermeister Hermann Schmidt, dass sich nicht weit entfernt zwischen Kubach und Freienfels eine große Tropfsteinhöhle befindet. Die genaue Lage sei aber nicht bekannt. Der Malermeister sagte: „Die Höhle wurde vor langer Zeit beim Bergbau entdeckt. Leider ist der Zugang verschüttet, und niemand weiß mehr, wo sie liegt. Aber ich habe als Bub noch gesehen, dass Leute aus Kubach Tropfsteine aus dieser Höhle auf dem Vertiko in ihrem Wohnzimmer liegen hatten.“ Das Interesse der Familie Schröder wurde so stark geweckt, dass sie ihr Hauptaugenmerk auf die Wiederauffindung der Höhle legte und Karl-Heinz Schröder umfassende Recherchen beim Weilburger Bergamt, in den Archiven des Landratsamtes, in der Bibliothek des Weilburger Gymnasiums, im Weilburger Amtsgericht und Katasteramt und im Wiesbadener Hauptstaatsarchiv durchführte. Zudem studierte er zahlreiche Bücher und kontaktierte verschiedene Personen.
Bei seinen Recherchen entdeckte er unter anderem den Bericht im Weilburger Tageblatt von 1906 und das Gutachten aus dem Jahre 1907. In der Kleinen Enzyklopädie Natur (erschienen 1964 in der DDR) fand er im Abschnitt Höhlen in Westdeutschland den Artikel Tropfsteinhöhle bei Weinbach, Cubach und Weilburg in den Massenkalken des Devon, obwohl dort nicht einmal die allgemein bekannte Atta-Höhle erwähnt wurde. Aus dem Jahre 1922 fand sich in einer Darstellung der Phosphoritlagerstätten in Nassau ein Vermerk über die Höhlen in der Kubacher Gemarkung, von dem seinerzeit an der Preußischen Geologischen Landesanstalt in Berlin tätigen Geologen W. Kegel. Auch dort wird von der Größe und Schönheit der Höhle berichtet, aber wiederum fehlt eine konkrete Lageangabe. Ein weiterer Beweis für die Existenz der Höhle sind vier Tropfsteine, die nach einem Brand Anfang der 1970er Jahre zusammen mit einem Vermerk über die Herkunft, eine Tropfsteinhöhle zwischen Freienfels und Kubach, in einer Kiste auf dem Dachboden des Heimat- und Bergbaumuseums Weilburg gefunden wurden. Bei den Tropfsteinen, die jetzt dort ausgestellt sind, handelt es sich um einen 40 Zentimeter langen Stalaktiten mit einem Durchmesser von zehn Zentimetern, einen mit Warzensinter überzogenen Stalaktiten, einen abgebrochenen Stalaktiten und einen Stalagmiten.
Schröder nahm Kontakt zu hessischen Höhlenforschern und Wissenschaftlern aus ganz Deutschland auf. Diese versuchten mit verschiedenen Verfahren die Höhle zu orten. Er befragte ältere Kubacher Bürger, vor allem Nachkommen von ehemaligen Bergleuten, wobei die meisten überrascht waren, dass es dort eine Tropfsteinhöhle geben sollte. Schröder stieß bei seinen Recherchen auf großes Interesse; es fanden sich mehrere Personen, die bei der Suche mithalfen. Zusammen mit hessischen Höhlenforschern versuchten sie, alte Bergwerksschächte zu lokalisieren. Einen verfüllten Schacht, von dem sie hofften, dass er nur abgedeckt war, baggerte die Firma Schäfer aus Rohnstadt unentgeltlich aus. In fünf Meter Tiefe, soweit die Baggerschaufel reichte, fanden sich nur Lehm und geringe Teile von Fichtengeflecht, was auf eine Abdeckung hätte hindeuten können. Die hessischen Höhlenforscher und einige Kubacher Bewohner gruben schließlich selbst weiter und förderten über eine Seilwinde eimerweise den Lehm nach oben. Es gab jedoch unten keinen Hohlraum. Sie gaben schließlich auf und verfüllten die Grube wieder. In Bereichen, in denen Höhlen vermutet wurden, führte man Untersuchungen des Untergrundes mit verschiedenen Messverfahren durch. Daraus entwickelte sich eine in Deutschland einmalige Suchaktion nach einer unbekannten Höhle. Der Physiker Peter Henne aus Königswinter vom Institut für Datenverarbeitung und Computertechnik in Birlinghoven führte seismische Sondierungen mit einem von ihm entwickelten Geosonar durch, bei dem Störungen in den Wellenbildern auf Hohlräume schließen lassen. Aber wegen der mächtigen Lehm- und Kalküberdeckung waren seine Bemühungen vergeblich.
Der Bergwerksgeologe Rudolf Börner arbeitete auf geoelektrischer Basis mit einem von ihm entwickelten Geoskopen. Dieses vor allem in der Lagerstättenforschung eingesetzte Gerät tastet mit elektrischen Strömen oder Wellen den Untergrund ab. Die Messergebnisse machen Aussagen über die Leitfähigkeit des Untergrundes, wobei die unterschiedlichen Widerstände auf die Art des jeweiligen Untergrundes schließen lassen. Seine Untersuchungen ergaben, dass in dem gemessenen Bereich Höhlen vorhanden sein könnten. Die Werte könnten aber auch von Verwerfungen bei früheren Gebirgsauffaltungen hergerührt haben. Walter Lauterberg, der damalige Leiter des Luftbildwesens beim Hessischen Ministerium für Wirtschaft und Technik, ließ stereoskopische Luftbilduntersuchungen, wie sie bei der Erkundung der Mondoberfläche angewandt wurden, durchführen. Da aber die zu suchende Höhle offensichtlich zu tief lag, konnte man auf den Luftbildern nichts Entsprechendes erkennen. Der Ingenieur Peter Lienhardt von der Prakla-Seismos in Hannover setzte ohne Erfolg ein Gravimeter ein, mit dem Erkenntnisse über die Massenverteilung in der Erdkruste gewonnen werden können. Auch Infrarotaufnahmen brachten keinen Erfolg. In den späteren Jahren fanden immer wieder Untersuchungen nach verschiedenen Methoden statt, aber alle konnten nur bestimmte Hinweise geben.

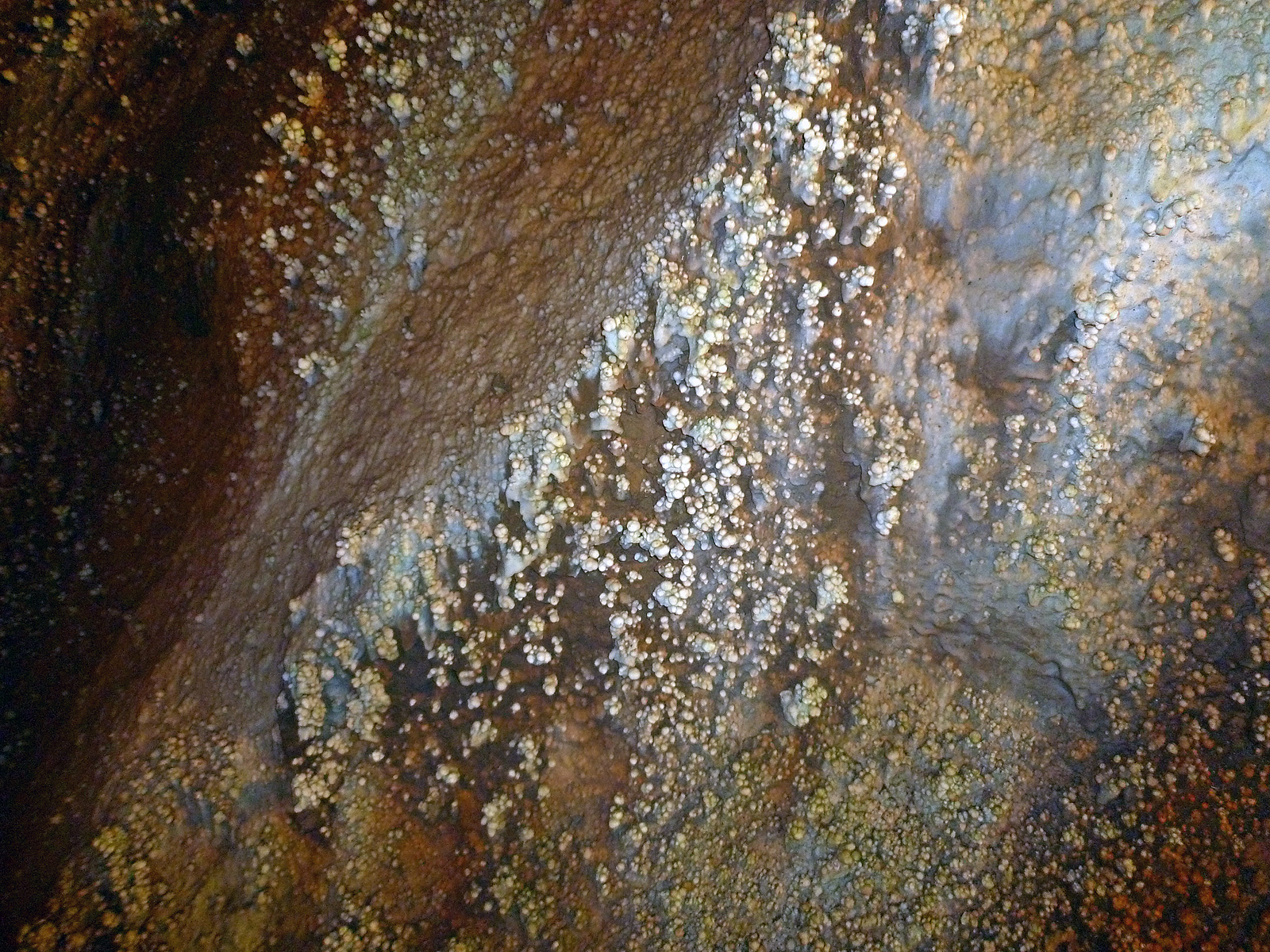
Perlsinter an der Wand

Die diversen Untersuchungsmethoden ergaben verschiedene Anhaltspunkte, die auf größere Hohlräume unter der Erde hindeuteten. Der einzige Weg, dies nachzuprüfen, war, an den betreffenden Stellen zu bohren. Dies hätte jedoch viel Geld gekostet, das nicht aufgebracht werden konnte. Schüler von Karl-Heinz Schröder sammelten mit Spendenlisten kleinere Geldbeträge. Im Werkunterricht druckten sie mittels Linolschnitt Karten mit Höhlenmotiven, die sie verkauften. So kamen insgesamt 1500 Deutsche Mark zusammen. Am 14. Januar 1973 gründeten 13 Gleichgesinnte die Interessengemeinschaft zur Erforschung und Erschließung der Kubacher Tropfsteinhöhlen, deren Vorsitzender Karl-Heinz Schröder wurde, um unter anderem auch von öffentlicher Seite Zuschüsse zu den geplanten Suchbohrungen zu bekommen. Vom Kreisausschuss erhielten sie eine Spende von 2200, von der Gemeinde Weinbach 200 Deutsche Mark. Die Stadt Weilburg bewilligte trotz Anfrage keinen Zuschuss. Der Verein verfügte nur über geringe finanzielle Mittel. Es gelang ihm aber, vier Firmen zu finden, die fast umsonst Bohrungen durchführten. Es waren Atlas Copco aus Essen, Nassovia aus Weilburg, Hermann Schäfer aus Rohnstadt und der Edelstahlkonzern Böhler aus Wien und Düsseldorf. Die ersten Bohrungen führte die Firma Atlas-Copco im Februar 1973 durch. Sie blieben jedoch ohne Erfolg.

### Entdeckung
Die Bohrungen der Firma Nassovia im April 1973 waren sehr aufwändig, da sie im Gegensatz zu den anderen Firmen mit Wasser und nicht mit Luft bohrte. Dazu musste ein 10.000 Liter fassender Stahltank, der beinahe so lang wie ein Eisenbahnwaggon war, vom Firmensitz in Weilburg zur Bohrstelle transportiert und während der Bohrung laufend mit Wasser gefüllt werden. Dies geschah mit Hilfe von Landwirten, die mit ihren Traktoren das Wasser vom Kubacher Löschwasserteich zur Bohrstelle brachten. Im Juli 1973 wurde endlich ein erster Erfolg erzielt. Die Firma Schäfer bohrte mit einem kleinen, sonst im Steinbruch verwendeten Bohrgerät einen Hohlraum an, der später Kapelle genannt wurde. Auf beiden Seiten der Straße von Kubach nach Freienfels wurde diese Höhle in einer Tiefe von 13 Metern zweimal erreicht. Das Bohrgestänge fiel etwa vier Meter tief in den Hohlraum. Durch ein Suchbohrloch mit 86 Millimeter Durchmesser fotografierte das Mitglied der Interessengemeinschaft, Siegfried Grün, mit einer Minoxkamera den Hohlraum. Es handelte sich um eine kleinere Höhle mit Felsbrocken auf dem Boden, also nicht um die gesuchte große Tropfsteinhöhle.

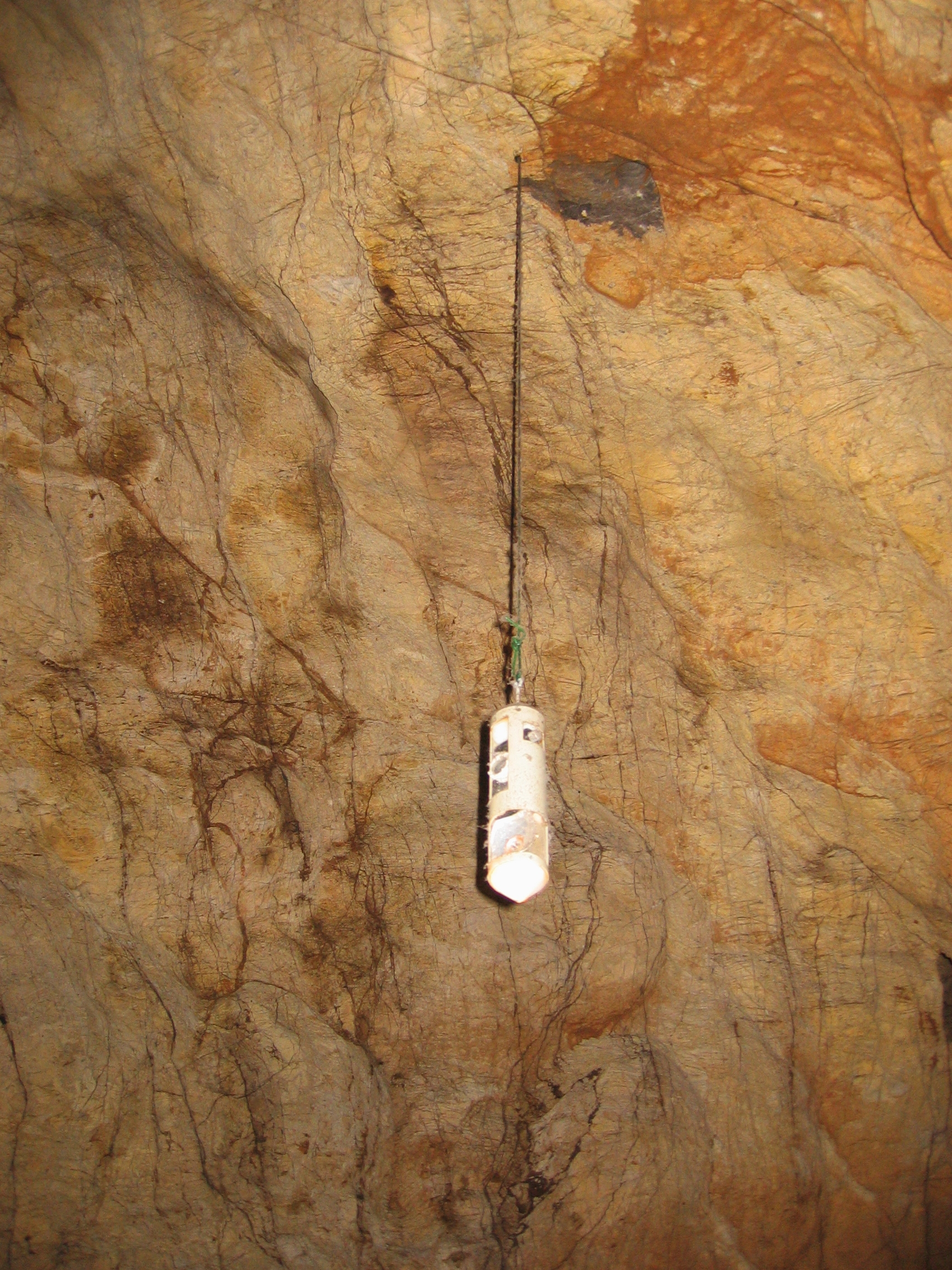
Bohrlochkamera, mit der die Höhle entdeckt wurde

Im September 1973 erhielt die Interessengemeinschaft von der Firma Böhler aus Wien, Zweigverein Düsseldorf, für einige Tage ein Großbohrgerät. Damit führten sie mehrere Bohrungen in der näheren Umgebung des entdeckten Hohlraumes durch, die jedoch ohne Erfolg blieben. Etwas südlicher, rechts der Straße nach Freienfels, wurde die letzte Bohrung durchgeführt, da die vereinbarte Bohrzeit zu Ende ging. In einer Tiefe von 39 Metern stießen sie am 25. September 1973 auf einen großen Hohlraum, der später Kubacher Kristallhöhle genannt wurde. Da das Bohrgestänge nach dem Durchbruch sieben Meter in die Tiefe fiel, erkannte man, dass die Höhle dort diese Höhe hatte. Sie wurde ebenfalls durch das Bohrloch fotografiert. Das Blitzlicht leuchtete lediglich drei Meter aus. Es zeigten sich eine schöne Tropfsteingruppe und ein breiter Gang, der in die Tiefe führte. Am 28. November 1973 wurde die Interessengemeinschaft in den Höhlenverein Kubach e. V. umgewandelt, dem heute über 300 Mitglieder angehören. Karl-Heinz Schröder wurde erster Vorsitzender.
Aufgrund der viel versprechenden Bilder war es an der Zeit, zunächst zu Forschungszwecken einen Zugang zu den Höhlen herzustellen. Da der Verein nur über geringe finanzielle Mittel verfügte, gestaltete sich das Vorhaben schwierig. Die kleinere Höhle war von 13 Meter Gestein, hauptsächlich Kalk, die größere von etwa 20 Meter Lehm und Schalstein und fast 20 Meter Kalk bedeckt. Die Firma August Göttker aus Wathlingen bei Celle bohrte beinahe unentgeltlich einen Schacht mit 60 Zentimeter Durchmesser zu der hochgelegenen kleinen Höhle. Der gleiche Betrieb hatte etwa zehn Jahre zuvor den Schacht zu den eingeschlossenen Bergleuten beim Grubenunglück von Lengede gebohrt. Zeitungen und Rundfunk berichteten von der Suchaktion. Auch im Fernsehen erschienen mehrmals Berichte, da in Deutschland auf diese Weise niemals zuvor eine Höhle entdeckt und zugänglich gemacht worden war.
Eine Bohrung direkt neben der Straße von Kubach nach Freienfels musste zuvor mit dem Straßenbauamt abgeklärt werden, das darauf bestand, dass der Schacht neben der Straße nach einem Jahr wieder aufgefüllt werden müsste. Da er aber länger als ein Jahr benötigt wurde, kam ein Grundstückstausch mit einem Landwirt zustande. Im Jahre 1974 verlor die Gemeinde Kubach ihre Selbstständigkeit und wurde Stadtteil von Weilburg. Vorher, am 31. Januar 1974, war Kubach als korporatives Mitglied in den Höhlenverein eingetreten und hatte dem Höhlenverein in Erbbaurecht alle für die Höhlenforschung und -erschließung wichtigen Grundstücke überlassen einschließlich des Grundstückstauschs mit dem Landwirt, damit die Bohrung des August-Göttker-Schachtes durchgeführt werden konnte. Später traten auch die Stadt Weilburg, die Gemeinde Weinbach und der Kreisausschuss des Oberlahnkreises dem Verein bei.
Am 4. März 1974 wurde mit der Bohrung des Schachtes begonnen und Ende März eine Tiefe von 13 Metern erreicht, aber kein Durchbruch in den Hohlraum, da dieser seitlich vom Suchbohrloch lag. Mit Hilfe hessischer Höhlenforscher konnte jedoch ein Zugang vom Boden des Schachtes zur Höhle gesprengt werden. Ende März fand die Einweihung des August-Göttker-Schachtes I unter Anwesenheit eines Fernsehteams von Hessen 3 und zahlreicher politische Prominenz statt. Am 1. April 1974 wurde ein Fernsehteam von Hessen 3 zusammen mit den Höhlenforschern für einen ausführlichen Bericht abgeseilt. Sie gelangten unter der Straße in eine 15 Meter lange und 13 Meter breite Höhle mit einer Höhe von 10 Metern. Sie wurde wegen ihrer Form Kleine Kapelle genannt. Von diesem Hohlraum aus führte ein Gang in Richtung Kubach, der Nordgang, ein anderer in Richtung Freienfels, der Südgang. In dieser Richtung befand sich auch der große, bereits früher entdeckte Hohlraum in knapp 40 Meter Tiefe. Die Vereinsmitglieder begannen, den Lehm im Südgang mit einer Seilwinde und einem großen Förderkübel auszuräumen. Gearbeitet wurde meistens am Wochenende, insbesondere sonntagvormittags. Aus unscheinbaren Kalksteinen kamen beim Zerschlagen schöne Calcitdrusen zum Vorschein. Die Entdeckungen beeindruckten Journalisten und Politiker. Schröder führte öfters Personen in die Kapelle. Allerdings standen immer noch keine öffentlichen Mittel für die weitere Erschließung der Höhle zur Verfügung. Erst wenn Besucher den großen Hohlraum betreten konnten, sollte es Fördermittel geben.

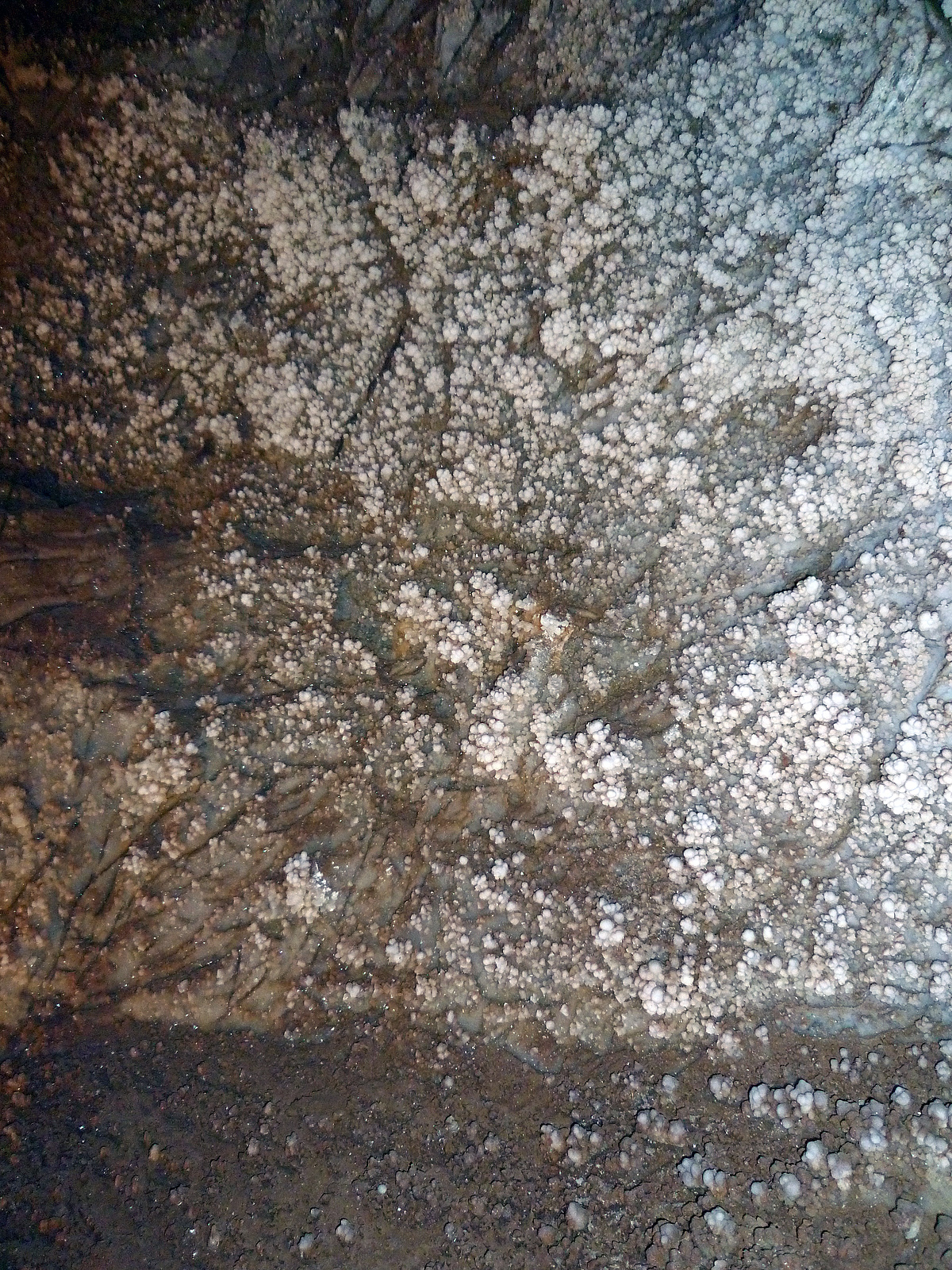
Perlsinter

Die Arbeiten gestalteten sich umso schwieriger, je tiefer man gelangte. Die Firma Schäfer stiftete einen Bauwagen und die Elektrizitäts-Aktiengesellschaft Mitteldeutschland (EAM) eine Trafostation für Licht in der Höhle und im Bauwagen. Bis zum Ende des Sommers 1974 war der Gang auf einer Länge von 15 Metern freigelegt. Dieser führte mit einem Gefälle von 45 Prozent steil bergab und schien die große Höhle zu verfehlen. Immer weniger Mitglieder des Höhlenvereins waren bereit, die Mühe des Grabens auf sich zunehmen, so dass die Arbeiten eingestellt werden mussten. Margrit Schröder gelang es, die Firma Göttker erneut unentgeltlich für Bohrungen zu gewinnen. Sie arbeitete einschließlich späterer Suchbohrungen gegen eine Spendenbescheinigung von fast 100.000 Deutsche Mark für den Höhlenverein. Am 3. September 1974 wurde mit dem Bohren des neuen Schachtes begonnen. Am Bohrgerät kam es mehrmals zu Problemen, und es waren mehrere Reparaturen notwendig. In 28 Meter Tiefe riss schließlich der Bohrkopf ab, sodass die Bohrfirma die Aktion aufgeben wollte. Dem Bohrmeister Wachner gelang es, kopfüber in den Schacht abzugleiten und den Bohrkopf an einem Fänger zu befestigen, so dass er nach oben gezogen werden konnte. Da ein neuer Bohrkopf einige tausend Deutsche Mark kostete, zögerte der Betrieb zunächst mit der Fortsetzung der Bohrung. Frau Schröder konnte jedoch erneut den Firmenchef überreden. Es wurde nun ein Bohrkopf mit 50 statt 60 Zentimeter Durchmesser verwendet. In 39 Meter Tiefe hätte die große Höhle erreicht werden sollen. Es wurde tagelang weiter gebohrt, aber es tat sich kein Hohlraum auf. Die Vereinsmitglieder glaubten schon, dass man am Hohlraum vorbeigebohrt hätte, wie beim ersten Schacht. Am 15. Oktober 1974 wurde schließlich in etwa 44 Meter Tiefe die Decke des großen Hohlraums durchbrochen. Wie sich später herausstellte, verliefen Schachtbohrung wie auch Suchbohrung schräg, sodass die Bohrstrecke länger geworden war.

### Erschließung
Als Erster wurde der Bohrmeister Wachner über eine Drahtseilleiter vom Bohrgerät durch den Schacht nach unten gelassen. Nach langer Zeit kam er zurück und rief „Herrlich! Ein einmaliges Erlebnis! So was Schönes gibt’s nicht noch mal!“ Danach stiegen das Vorstandsmitglied Ewald Cromm, seine Frau und weitere Vorstandsmitglieder, darunter auch Karl-Heinz Schröder nach unten. Sie alle waren überwältigt von der Schönheit der Perltropfsteine, wobei die Kristalle im Schein der Taschenlampen glitzerten. Schnell zeigte sich aber auch, dass es sich bei der Höhle nicht um die vom Ende des 19. Jahrhunderts bekannte Tropfsteinhöhle handelte. Nach dieser wurde später noch des Öfteren gesucht. Der damalige Staatssekretär im hessischen Ministerium für Wirtschaft und Technik, Helmut Schnorr, sagte am 18. Oktober 1974 nach einer Besichtigung der Höhle bei einem Interview des Zeitfunks: „Wir wissen, dass wir nur sehr wenige solcher Sehenswürdigkeiten in Hessen haben, um nicht zu sagen, im ganzen Bundesgebiet. Phantastisch!“ Professor Rietschel vom Senckenberg Naturmuseum sagte bei einem Interview vom 6. Juli 1976: „Diese Höhle ist eine Sensation, nicht nur für das Lahngebiet und das ganze rechtsrheinische Schiefergebirge. Sie ist touristisch eine große Attraktion, in der Größe und Ausdehnung ist sie einmalig!“ Am 4. Januar 1975 wurde in der Hessenschau berichtet: „Die Besonderheit der Kubacher Kristallhöhle liegt in dem reichen Kristallschmuck an Decken und Wänden. Die Entstehung dieses Naturphänomens, das Fachleute für einzigartig in Europa halten, ist bislang noch ungeklärt.“

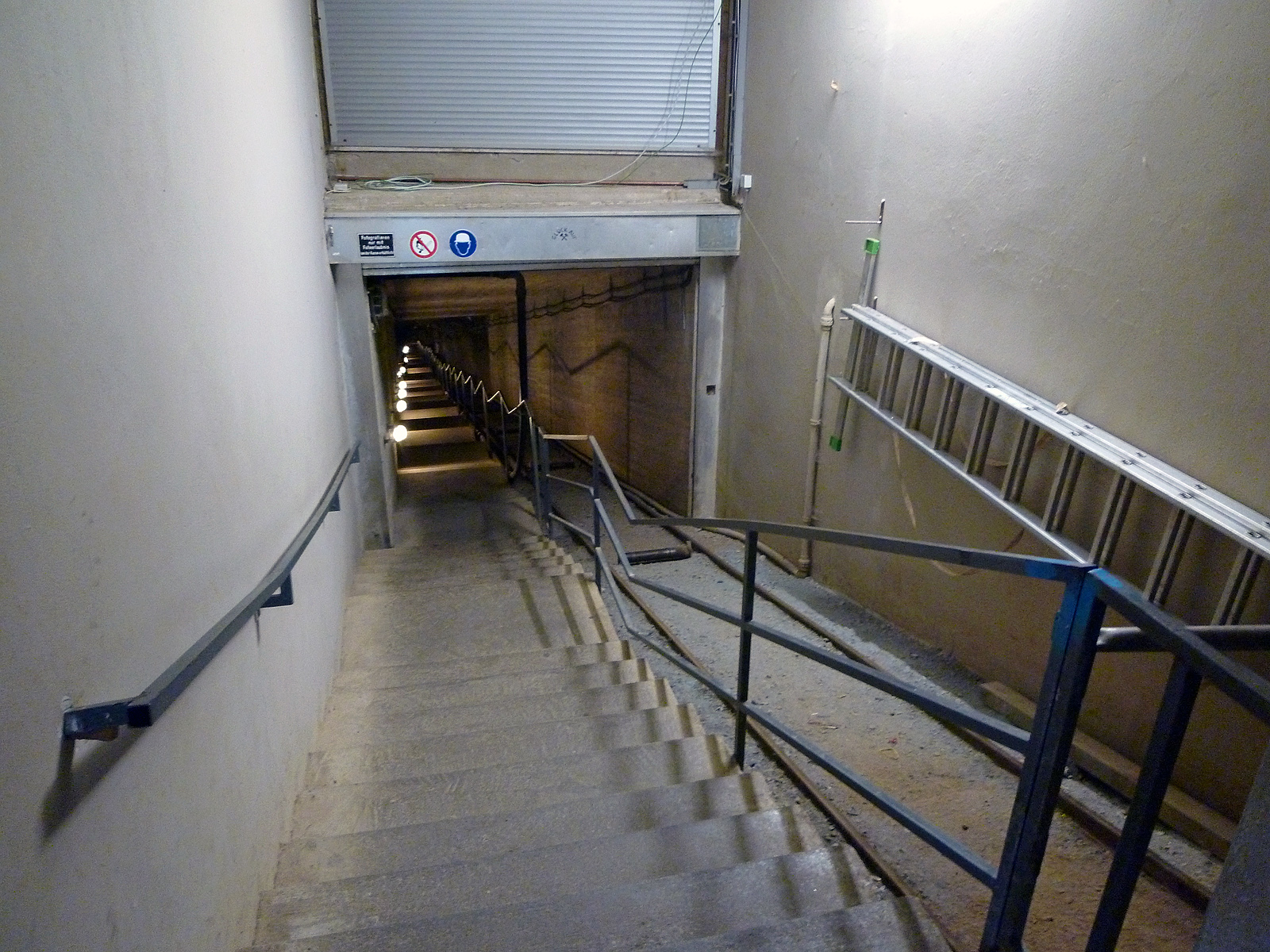
Zugang zum Schrägschacht

Da die Kristallhöhle als dritte Attraktion neben dem Weilburger Schloss mit dem Heimat- und Bergbaumuseum und dem Wildpark Tiergarten Weilburg gut in das Fremdenverkehrskonzept der Gegend passte, wurde man sich schnell einig, die Kristallhöhle zu erschließen, um sie für die Öffentlichkeit als Schauhöhle zugänglich zu machen. Die Stadt Weilburg und der Höhlenverein Kubach unterzeichneten am 22. Juni 1975 einen Vertrag über die Erschließung, Nutzung und Unterhaltung der Kubacher Höhle. Die Stadt Weilburg war für die notwendigen Baumaßnahmen zuständig, um die Bezuschussung mit öffentlichen Mitteln zu ermöglichen. Dem Höhlenverein oblagen der spätere Schauhöhlenbetrieb und die weitere Erforschung der Kubacher Höhlen. Die Erschließungskosten wurden mit etwa zwei Millionen Deutsche Mark veranschlagt. Der Höhlenverein hatte davon 20 Prozent in Form von Eigenleistungen aufzubringen. Mit 60 Prozent beteiligte sich das Land Hessen, der Landkreis Limburg-Weilburg und die Stadt Weilburg trugen jeweils 10 Prozent. Ein Höhlenausschuss sollte die Erschließungsmaßnahmen koordinieren und war für Ausschreibungen und die Auftragsvergabe zuständig. In der Anfangszeit leitete der Leiter des Weilburger Bergamts, Regierungsdirektor Karl Dietrich Wolter, und ab 1977 der Leiter des Stadtbauamtes Weilburg, Röth, den Ausschuss.
Im Oktober 1975 wurde mit dem Bau eines 2,50 Meter breiten und hohen Zugangsstollens zur Höhle begonnen. Da dieser im Eingangsbereich eine Überdeckung von 2,50 Meter erhalten sollte, musste in dem ebenen Wiesengelände ein entsprechend breiter Zugang bis in fünf Meter Tiefe schräg gebaggert werden, um eine fünf Meter hohe Felswand freizulegen, in die der Stollen getrieben wurde. Dafür konnte wieder die Firma Schäfer gewonnen werden. Ende Oktober 1975 wurden beheizbare Bauwagen aufgestellt, damit den ganzen Winter hindurch gearbeitet werden konnte. Mit dem eigentlichen Stollenbau wurde nach einer Ausschreibung die Firma Müller-Gönnern beauftragt. Nach Bohrungen und Sprengungen wurde das zerkleinerte Kalkgestein mit dem Bagger herausgeholt. Je tiefer man kam, umso schwieriger wurde die Frischluftzufuhr. Man behalf sich mit einer Schlauchverbindung über den August-Göttker-Schacht I. Nach einer Strecke von 150 Metern einschließlich des Geländeeinschnitts und in knapp 53 Meter Tiefe wurde am 20. Mai 1976 das Nordwesteck der Höhle erreicht, so, wie es berechnet worden war. Die letzte Sprengung führte der damalige Bürgermeister von Weilburg, Bodo Abt, durch. Aus Sicherheitsgründen wurde der Stollen mit Spritzbeton ausgekleidet.

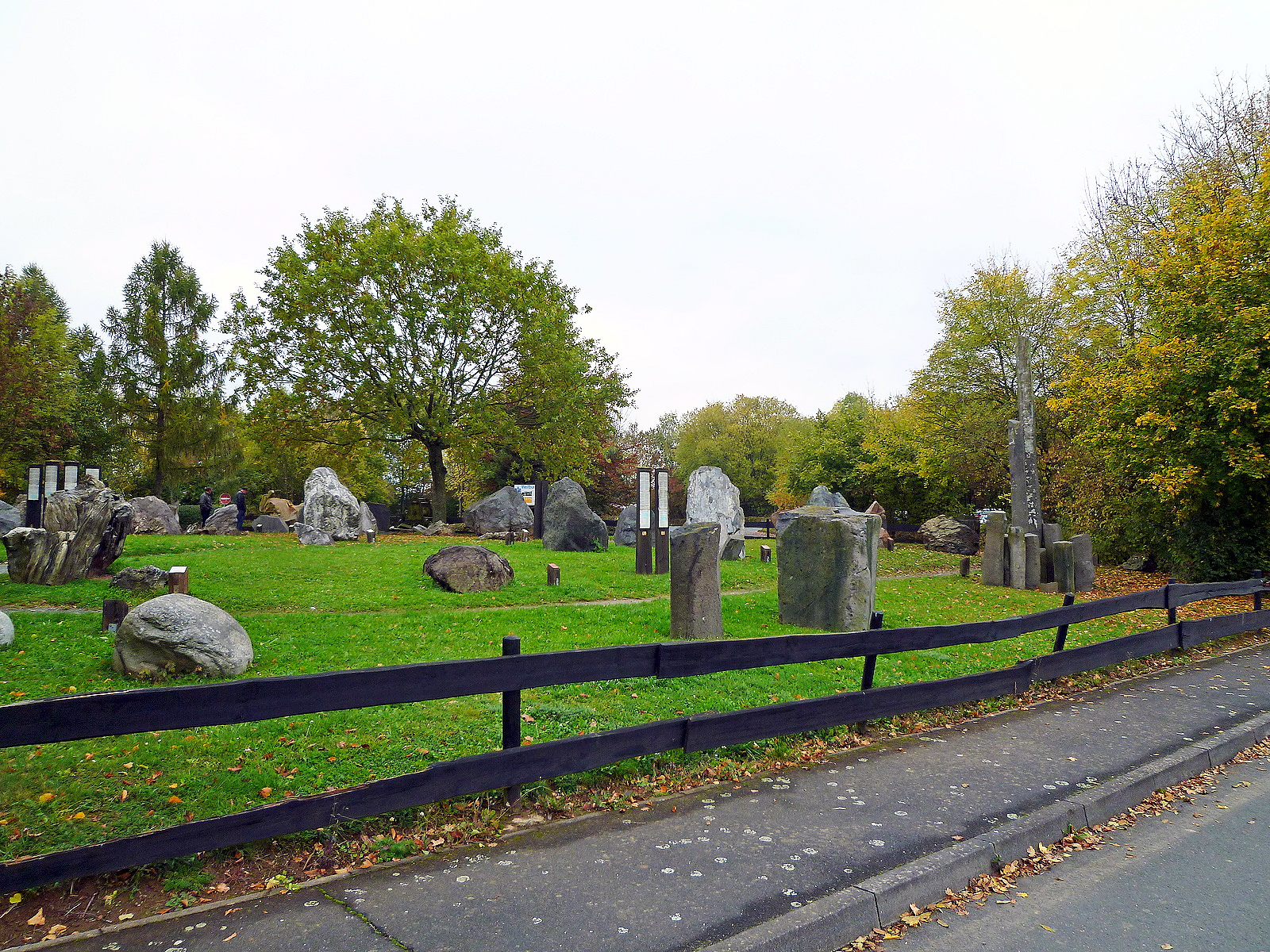
Freilichtmuseum mit verschiedenen Felsstücken

Danach suchten viele Politiker und Journalisten die Höhle auf. Anschließend wurden im oberen Teil des Stollens und im Mittelteil der Höhle Treppenstufen eingearbeitet. In der Südhalle wurde ein Gitterroststeg angebracht. Die Höhle erhielt eine elektrische Beleuchtung und einen Führungsweg. Der Materialtransport gestaltete sich nicht einfach. Kies und Sand wurden durch den Schacht geworfen, den Zement musste man aber hinunterschleppen. Vereinsmitglieder verlegten neben den Treppen eine Schienenanlage. Von der Grube Fortuna, die kurz vor der Schließung stand, erhielten sie zwei Seilwinden, je eine für den oberen und den unteren Stollenteil. Danach konnte mittels Güterloren das Arbeitsmaterial nach unten transportiert und Lehm nach oben befördert werden. Beim Stollenbau war kurz vor dem unteren Ende eine Quelle angeschnitten worden. Das Wasser wurde durch ein Rohr umgeleitet und bildete den Domsee. Dieser läuft ab einem bestimmten Wasserstand über, so dass das Wasser über Rohre in die Südhalle und dann in die Weil gelangt. Der Domsee ist seitdem ein schöner Blickfang für die Besucher, wenn sich die Kristalle der Wand im Wasser spiegeln. Der See schützt auch die Kristalle vor dem Abbrechen durch Besucher, für die eine Plattform gegenüber der Tropfsteingruppe am Domsee angelegt wurde.
Im mittleren Teil der Höhle galt es, einen Engpass zu überwinden. Eine Passage war dort nur auf dem Hosenboden rutschend möglich. Das Technische Hilfswerk (THW) bohrte einen Felsen, der wie ein Pudel aussah und mit schneeweißen Perltropfsteinen verziert war, an. Der verengende Stein wurde entfernt und etwas oberhalb, wo er weniger störte, wieder aufgestellt. Der Engpass zwischen der Nord- und Südhalle war nun beseitigt. Im Außenbereich wurde ein Parkplatz angelegt und ein Wirtschaftsgebäude errichtet. Vom Herbst 1976 bis Anfang 1981 leisteten aktive Vereinsmitglieder, vor allem aus dem Vorstand, insgesamt etwa 15.000 Arbeitsstunden. Bei der Erschließungsarbeit war Karl-Heinz Schröder die führende Kraft und täglich vor Ort. Er verhandelte mit Firmen über Spenden, sprach mit Politikern und Behörden, wenn der Geldzufluss stockte und fuhr zur Landesregierung nach Wiesbaden. Seine Frau stand ihm mit Büroarbeiten und Telefonaten zur Seite. Zum Schluss fehlten etwa 400.000 Deutsche Mark an aufzubringender Eigenleistung, die mit den ersten Eintrittsgeldern gedeckt wurden. Nach der Fertigstellung des Wirtschaftsgebäudes und des Parkplatzes wurde die Höhle am 1. März 1981 mit einer großen Feier eingeweiht. Zuvor, am 31. August 1979 war sie als Einzeldenkmal unter Naturschutz gestellt worden.

### Schauhöhle

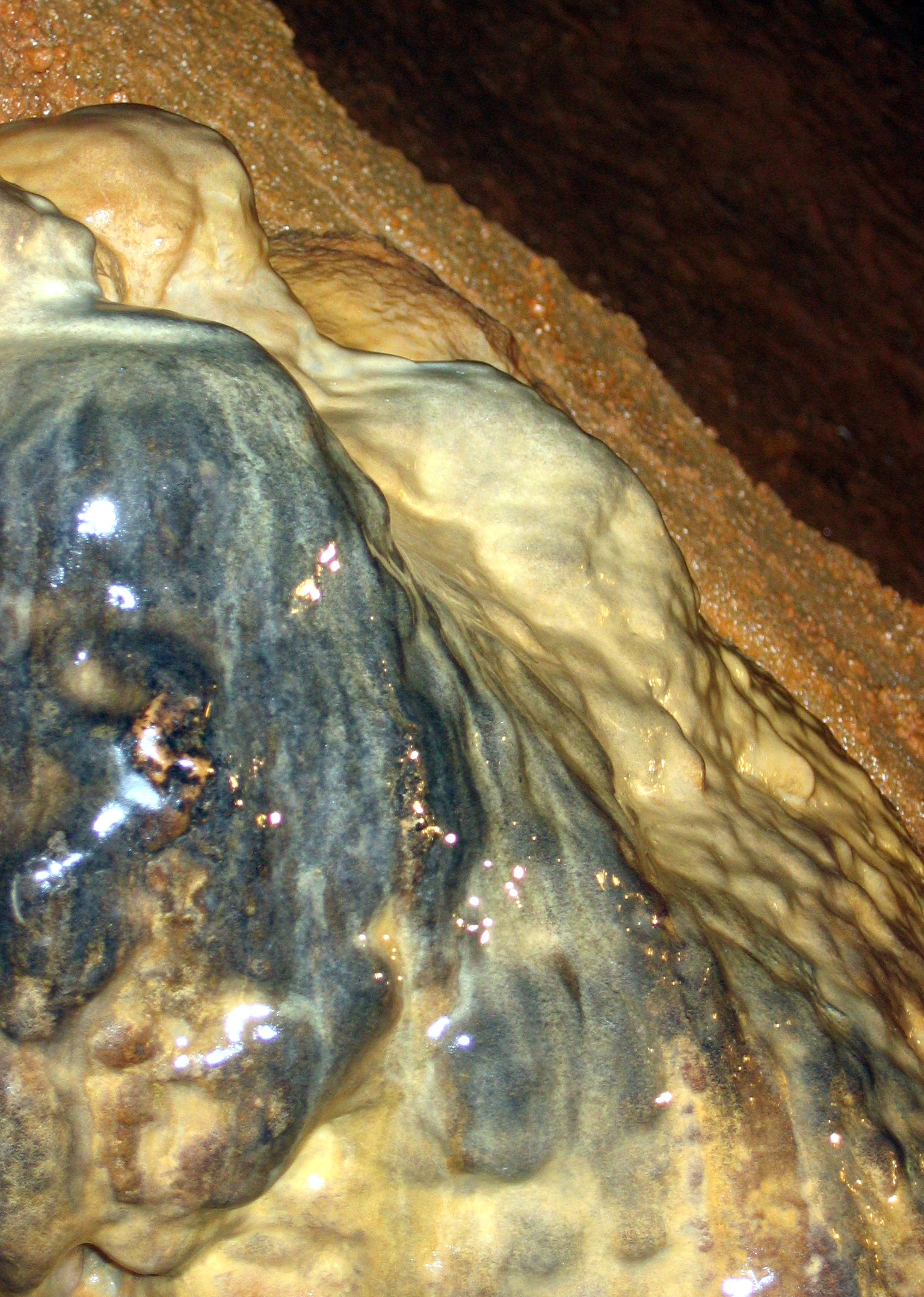
Durch Berührung (Hautfett) verfärbter Stalagmit

An der Einweihungsfeier nahmen der damalige Wirtschaftsminister Heinz-Herbert Karry, der Landrat, der Weilburger Bürgermeister Abt und viele andere Politiker und Vertreter von Behörden und Firmen teil. Da im Fernsehen, Rundfunk und vielen Zeitungen über die Eröffnung der Höhle berichtet wurde, gab es zu Beginn des Schauhöhlenbetriebes einen großen Besucheransturm. Im ersten Jahr kamen nahezu 75.000 Besucher. In den Jahren 1983 und 1984 wurde der Nordgang durch Grabungen und Sprengungen verlängert, dass er bis in das nach einem Bergmann benannte Schulerhöhlen-Gebiet führt, ein Höhlenbereich, der ebenfalls bei den Suchbohrungen zu Beginn der 1970er Jahre entdeckt wurde. Bei den Arbeiten wurde nach und nach ein Gangsystem aus natürlichen Höhlenräumen und ehemaligen Bergwerksstollen entdeckt. Dazwischen befindet sich eine im Jahre 1984 entdeckte Tropfsteingrotte. Gegen Ende der 1980er Jahre wurde das Freilichtmuseum mit verschiedenen Felsstücken, geordnet nach der Art ihrer Entstehung, vor dem Höhleneingang angelegt. Die größten Steine sind bis zu zwölf Tonnen schwer. Die Einweihung fand am 15. Juli 1988 statt. In den Jahren 1989 bis 1994 wurde der Verbindungsgang zwischen der Kapelle und der Kristallhöhle erweitert. Hier war bereits 1974 ohne Erfolg gegraben worden. Der entstandene Gang wird Kapellengang genannt und dient jetzt den Besuchern als Rückweg.

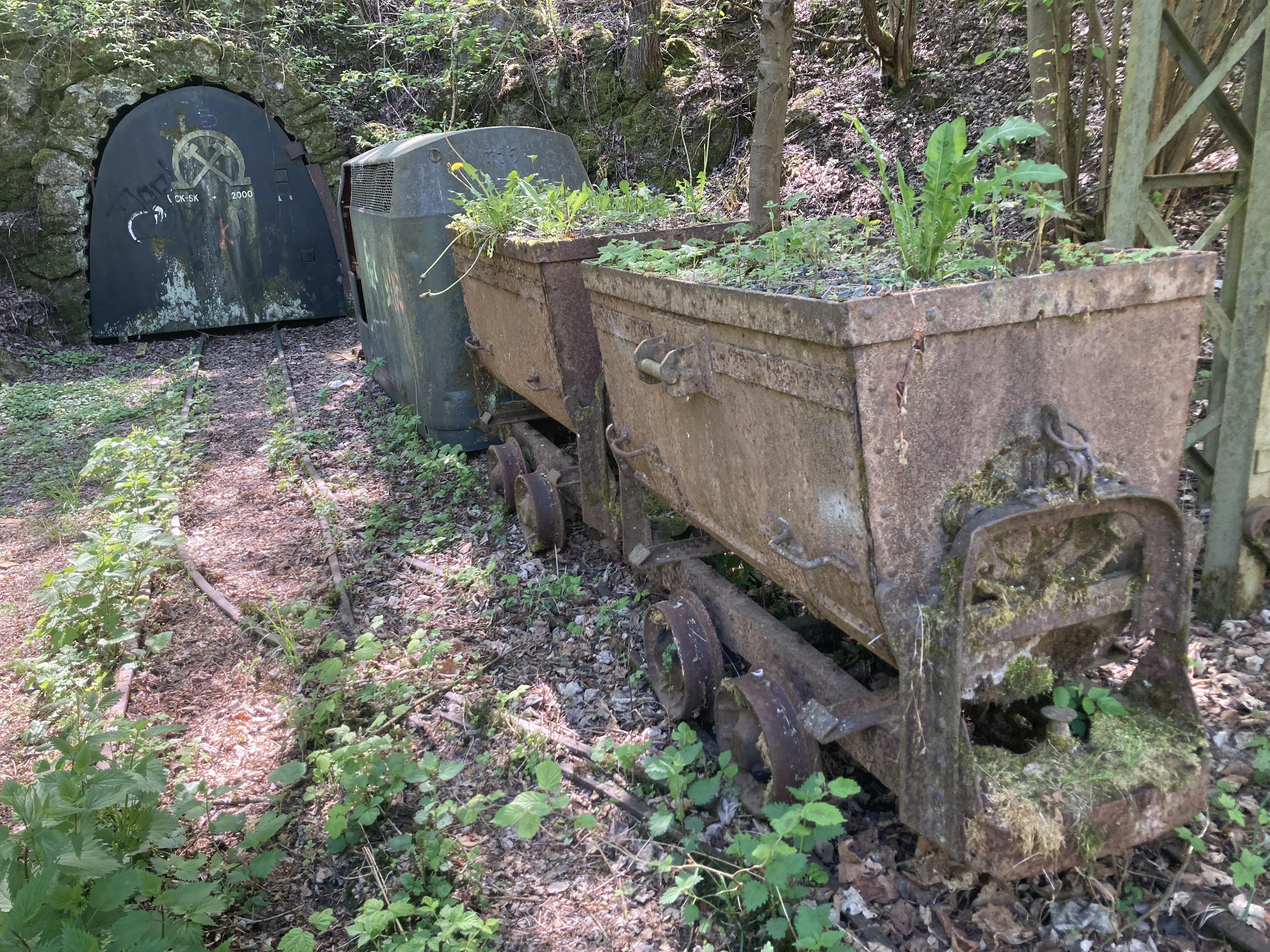
Eingang zum Kubach-Kalk-Stollen (2025)

Im Jahre 1996 wurden die Nachforschungen wieder intensiviert. Man erweiterte und verlängerte den Kubach-Kalk-Stollen, einen ehemaligen Bergwerksstollen am Rand des Höhlengebietes in Richtung Kubach. Der Stollen hat eine Gesamtlänge von 270 Metern, wobei von 1996 bis 2004 insgesamt 180 Meter aufgewältigt wurden. Er soll einmal das Schulerhöhlengebiet erreichen, um auf diesem Weg neue Höhlen und Gänge zu entdecken. Die Endpunkte des Stollens und der Schulerhöhle liegen auf demselben Niveau etwa 95 Meter auseinander.
Am 19. Juli 1997 wurde im ersten Stock des Wirtschaftsgebäudes das Höhlenmuseum eingeweiht. Es verschafft einen Überblick über verschiedene Mineralien und zeigt eine Dokumentation zur Entdeckungs- und Entstehungsgeschichte der Kristallhöhle, aber auch zum Phosphoritbergbau. Am 15. August 2000 konnte der millionste Besucher in der Kristallhöhle begrüßt werden. In den Jahren 2007 und 2009 fanden wieder Suchbohrungen nach der Tropfsteinhöhle statt, die jedoch wie in früheren Jahren ohne Erfolg blieben. Im November 2014 wurde ein Hohlraum angebohrt, der eine Höhe von mindestens 25 bis 30 Metern aufweist. Ob es sich bei der Entdeckung um die seit Jahrzehnten gesuchte Polsterhöhle handelt, stand zunächst nicht fest, später stellte sich heraus, dass dem nicht so war.

## Beschreibung

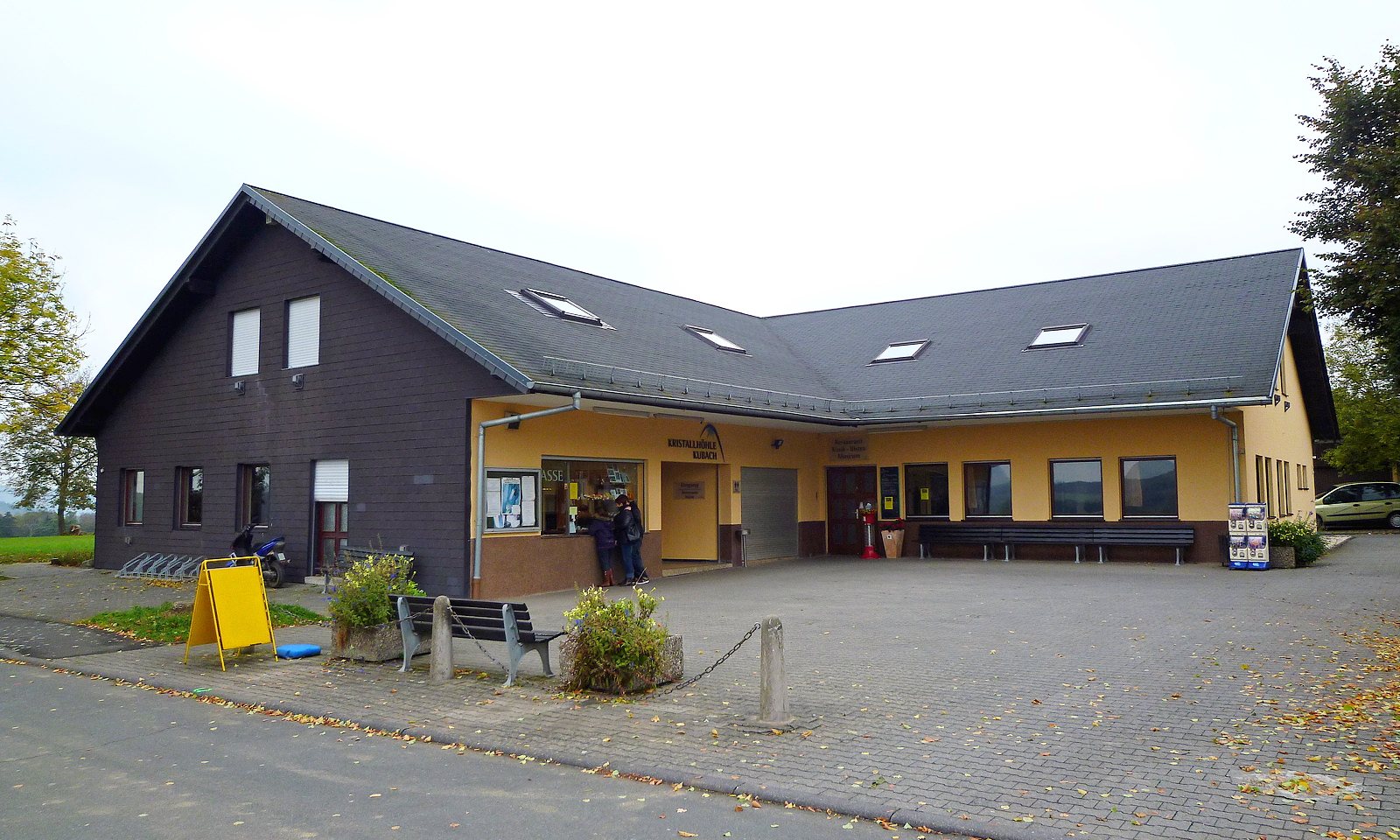
Wirtschaftsgebäude

In einem insgesamt etwa 140 Meter langen Stollen geht es in südwestlicher Richtung über 347 Stufen abwärts zum Eingang der Höhle. Nach etwa 85 Meter Wegstrecke im Stollen wird eine Plattform erreicht. Von dort aus kommt man zunächst in den ersten Höhlenraum, die Kapelle. Ursprünglich handelte es sich um einen neun Meter hohen kuppelartigen Raum mit einem Durchmesser von Norden nach Süden von 15, von Osten nach Westen von 13 Metern. Das Wasser hat dort zahlreiche Kolke und Dellen aus dem Fels herausgewaschen. An der Südwand sind einzelne grauweiße Kristalldrusen aus Kalkspat zu sehen. Am Rand der Kapelle befindet sich ein Notausstieg in einem 13 Meter hohen Bohrschacht mit 60 Zentimeter Durchmesser nach außen, über den die Höhle erstmals betreten wurde. Im Schacht befindet sich eine Eisenleiter, oben ist er mit einem Kanaldeckel verschlossen.
Von der Kapelle aus gehen in zwei Richtungen Gänge ab, nach Nordwesten ein 35 Meter langer Gang in den Schulerkluftbereich, der noch nicht zugänglich ist. Der andere Gang nach Süden dient, nachdem er vom zugeschwemmten Lehm befreit wurde, als Rückweg bei Führungen. Über den Schrägstollen, der dort einen leichten Knick macht, geht es mit einer Neigung von 34,8 Grad weiter nach unten. Nach den restlichen 55 Metern des Stollens wird die eigentliche Kristallhöhle erreicht, die durch ein Gittertor verschlossen ist. Von dort aus führt der Gang nach einigen Metern in den Dom. Dieser Raum ist 23 Meter hoch und an den Wänden mit unzähligen Kalkspatkristallen besetzt. Auf der linken Seite befindet sich der Domsee, der bei den Erschließungsarbeiten künstlich angelegt wurde. Gespeist wird der See von einer Quelle in der Nähe der Gittertür am Ende des Schrägstollens, der bei der Erschließung angeschnitten wurde. Die Quelle schüttet pro Stunde 144 Liter, die dem See über unterirdische Rohre zugeleitet werden. Die Wand hinter dem Domsee ist besonders stark mit glitzernden Kristallen besetzt. In sechs Meter Höhe befinden sich dort zwei übereinanderliegende Fenster, von denen man in einen Hohlraum, die Galerie, blicken kann, die auf dem Rückweg begangen wird.
Auf der gegenüberliegenden Seite ist in Höhe der Fenster eine Bruchfuge zu sehen, die die gesamte Höhle durchzieht. Untersuchungen ergaben, dass sich dort Gesteinsschichten gegenseitig verschoben haben. In der Bruchfuge hat sich eine schwarze, erzhaltige Masse festgesetzt. In diesem Bereich haben sich auch weiße Tropfsteine in einzelne, feine Klüfte abgesetzt und diese verschlossen. Von rechts und links aufeinander zulaufende Felsen markieren das südliche Ende des Domes. Im linken Felsvorsprung endet der 45 Meter tiefe August-Göttker-Schacht II, der nach oben verrohrt und mit einem Kanaldeckel verschlossen ist. Über diesen Schacht wurde die Höhle 1974 entdeckt. Am Fuß des Schachtes erinnert die Abbildung eines Höhlenforschers, der auf einer Drahtseilleiter steht, an die Entdeckung der Höhle.

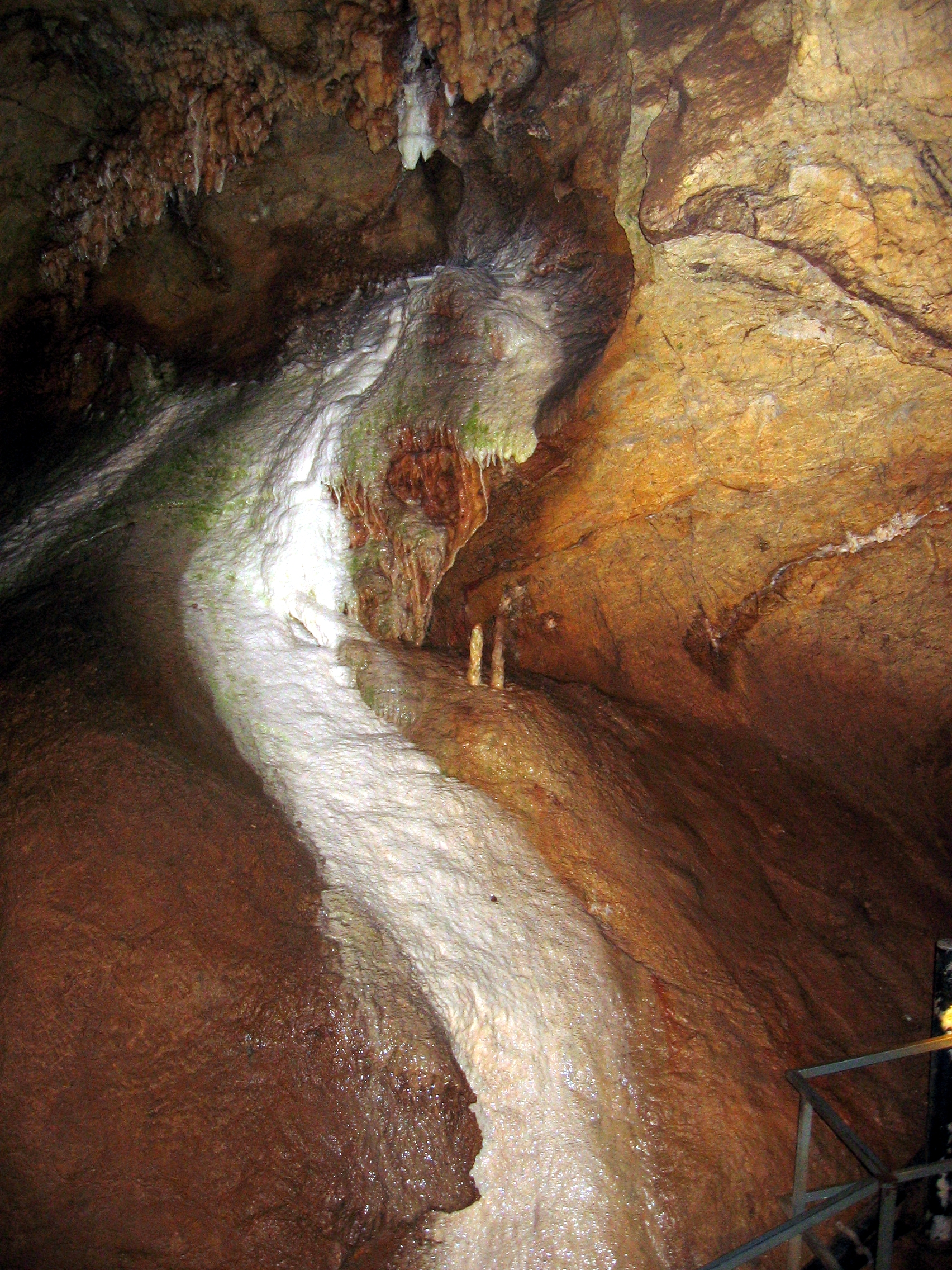
Sinterablagerungen in der Höhle

Nach dem Engpass bei den Felsvorsprüngen weitet sich die Höhle wieder. An der Decke in der Mitte des Raumes, ist in sechs Meter Höhe das 86 Millimeter starke Bohrloch, durch das die Höhle erstmals angebohrt und fotografiert wurde, zu sehen. Neben dem Bohrloch ist eine Nachbildung der Kamera an der Höhlendecke befestigt. Von dort aus wurde eine große Tropfsteingruppe an der Westwand der Höhle, hinter einer Felsnische, fotografiert. Sie besteht aus einem fast mannshohen Stalagmiten, über dem mehrere weintraubenförmige Tropfsteingebilde von vier Meter Länge herabhängen. Die Wand unterhalb der Tropfsteingruppe ist mit einer dicken Sinterschicht überzogen. Im oberen Bereich befinden sich zwei kleine Bodentropfsteine. Das die Tropfsteine bildende Sickerwasser tropft oberhalb der Tropfsteine durch ein kreisrundes Loch hinein.
Über Betonstufen geht es abwärts durch den Pudel-Bereich in den tieferen Bereich der Höhle. Dort wurde eine Plattform angelegt, die bis an die Felsen heranreicht und den Besuchern einen Rundblick in die Großräumigkeit des mittleren Höhlenteiles verschafft. An der Decke zeigen sich Dellen, die durch die auslaugende Tätigkeit des Wassers entstanden sind. Der Gang windet sich über mehrere Meter tiefer ins Höhleninnere. Die Felswände bilden elf Meter steil nach oben den Sattel. In diesem Bereich ließ eine starke Zerklüftung des Gesteins bizarre Felsgebilde entstehen. Um die unzähligen Kristalle an den Wänden nicht zu zerstören, wurde der Durchgang nicht erweitert. Der Engpass unterhalb des Felssattels kann nur hintereinander gehend passiert werden, wobei Felsspitzen das Tragen von Schutzhelmen erforderlich machen.
An dieser Stelle befand sich früher der sogenannte Pudel, ein wie ein kleiner Hund aussehender Felsblock. Dieser hatte den Weg in den südlichen Höhlenteil sehr erschwert, da man sich nur mühsam zwischen ihm und dem darüber liegenden Felssattel hindurchzwängen konnte. Nach dem Passieren des jetzigen Engpasses reicht der Blick in die bis zu 30 Meter hohe Halle des südlichen Höhlenteiles. Die besonders große Felswand auf der linken Seite ist mit Millionen von schneeweißen Perltropfsteinen übersät. Auch die rechte Felswand zeigt zahlreiche Perltropfsteine. Zwischen den Kristallwänden hindurch geht der Weg tiefer dem südlichen Ende der Höhle entgegen. In etwa 30 Meter Höhe wölbt sich die Decke über der Südhalle, der höchsten Halle aller Schauhöhlen in Deutschland. Nach niederschlagsreichen Wintern bildet sich in den Frühjahrs- und Sommermonaten der Sommersee, der im Herbst wieder langsam verschwindet.

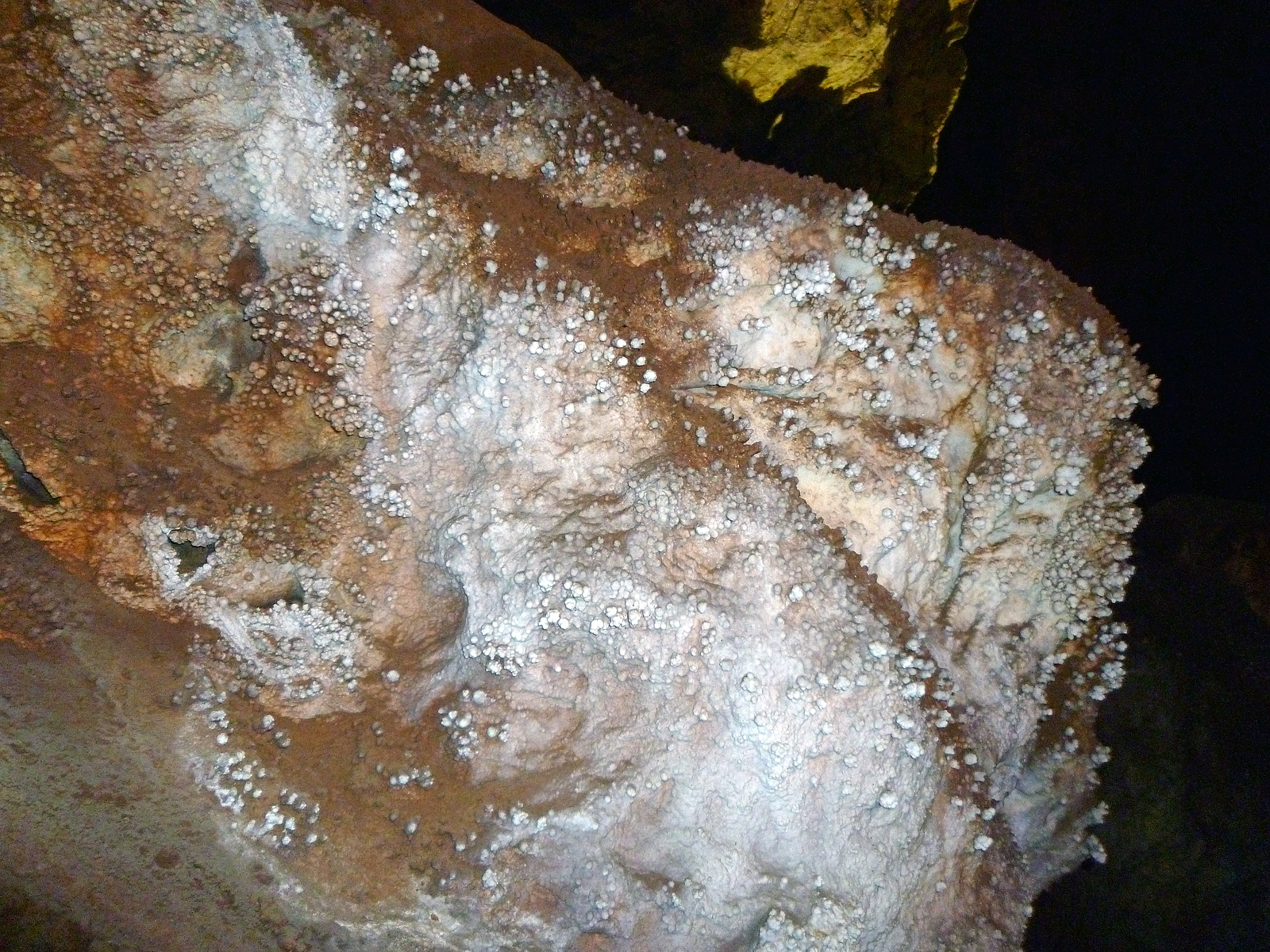
Perltropfsteine

Am Ende der Südhalle erweitert sich der schmale Gang zu einem Halbrund. Dort ist die tiefste Stelle der Kristallhöhle und aller Schauhöhlen in Deutschland erreicht. In diesem Bereich befanden sich zahlreiche Fossilien und schöne Calcitdrusen an den Felswänden und Versinterungen an der Decke. Im Deckenbereich befinden sich Calcitkristalle. An der rechten Wand sind in etwa zehn Meter Höhe schöne Kugeltropfsteine und Specksinter zu sehen. Die Höhle ist in gerader Richtung noch 8,2 Meter weit kriechend begehbar, bis der 30 Zentimeter hohe Spalt zwischen Höhlenlehm und Gesteinsdecke mit Bodentropfsteinen weiterführt. Dorthin und zur Gruft fließt das Wasser des Sommersees ab.
Neben der Südhalle auf der linken Seite befindet sich eine Nebenhalle, die Gruft, ein etwa 2,5 Meter hoher und 6 Meter langer Hohlraum, der mit vielen Kalkblöcken übersät ist. Er ist nur durch einen schmalen, niedrigen Gang kriechend erreichbar. Daneben reicht ein etwa zehn Meter hoher Kamin nach oben, der mit Geschiebelehm verfüllt ist. Darüber werden weitere verfüllte Höhlenteile vermutet. Die Gruft verengt sich nach Süden hin zu einer Spalte, die sich in einer schräg abwärts führenden Schichtfuge fortsetzt. Diese Spalte lässt sich noch 13 Meter kriechend begehen, bis infolge des angeschwemmten Höhlenlehms ein weiteres Vordringen unmöglich ist.

## Tourismus
Zu erreichen ist die Kristallhöhle auf der Straße von Kubach nach Freienfels. An der Höhle befinden sich ein großer Parkplatz und das Freilicht-Steinemuseum. Im Wirtschaftsgebäude sind der Zugang zur Höhle, ein gastronomischer Betrieb, Toilettenanlagen und im Obergeschoss das Höhlenmuseum untergebracht. Die von April bis Oktober an allen Tagen stattfindenden Führungen dauern etwa 45 Minuten und benutzen gut begehbare Wege und Treppen in die einzelnen Abteilungen und 456 Stufen nach unten, wobei ein Höhenunterschied von etwa 75 Metern überwunden wird. Bei dem etwa 310 Meter langen Hinweg führen 140 Meter durch den Schrägstollen. Als Führungsweg wird bis auf einen kurzen Abschnitt die gleiche Strecke als Hin- und Rückweg benutzt. Dort wird jedes Jahr Halloween gefeiert, gelegentlich werden Konzerte gegeben. Die Temperatur in der Höhle beträgt etwa neun Grad Celsius, die relative Luftfeuchtigkeit 85 Prozent.
Die Kristallhöhle stellt für die teilweise strukturschwache Region um Weilburg eine Touristenattraktion dar. Vom Tag der Eröffnung am 13. März 1981 bis zum Oktober 1981 besuchten 73.394 Personen die Höhle. Dies war bisher die höchste Besucherzahl in einem Jahr. Nach der Eröffnung gingen die jährlichen Besucherzahlen auf 50.000 bis 60.000 zurück. Der zweitbeste Besuch mit 60.081 war im Jahre 1985. Seither ist ein stetiger leichter Besucherrückgang mit zeitweiser Erhöhung zu verzeichnen. Im Jahre 1998 fielen die Besucherzahlen mit 49.071 erstmals unter die 50.000-Grenze. 2005 wurden erstmals mit 39.129 Besuchern weniger als 40.000 gezählt. Im Jahre 2010 wurden 37.288 Personen verzeichnet, im Jahre 2011, dem bisher schlechtesten Jahr, 29.412. In den Jahren 2007 bis 2011 kamen im Jahresdurchschnitt 34.358 Besucher zur Höhle. Mit diesem Wert liegt die Schauhöhle im mittleren Bereich der Schauhöhlen in Deutschland. Von der Eröffnung der Höhle bis zum Jahresende 2011 haben insgesamt 1,5 Millionen Personen die Höhle besucht.